# See You on the Other Side (album)
Cet article concerne l'album de Korn. Pour la chanson d'Ozzy Osbourne, voir See You on the Other Side.
Albums de Korn
Take a Look in the Mirror
(2003) Live and Rare
(2006)
Singles
1. Twisted Transistor
Sortie : 27 septembre 2005
2. Coming Undone
Sortie : 21 février 2006
3. Politics
Sortie : 29 août 2006

See You on the Other Side est le septième album de Korn sorti en 2005.

## Historique
Le groupe surprend une nouvelle fois avec un style semblable à Untouchables, c’est-à-dire aux ambiances très travaillées et à la musique particulièrement mélodique. See you on the other side sonne toutefois plus indus qu'heavy (style dominant dans Untouchables). Avant d'entrer en studio, le guitariste Head quitte le groupe car il dit avoir trouvé la foi en Dieu, ne supportant plus sa vie de rock star, il déclare lors d'une interview sur une chaîne américaine : « J'avais tout ce dont on peut rêver, les filles, l'argent, mais cela ne me rendait pas heureux… » . À compter de ce jour, il renie complètement le groupe pour se consacrer à la religion.
Deux titres sont joués en avant-première lors de la tournée européenne de l'été 2005, Twisted Transistor paru en single et Hypocrites : dans cette chanson l'Église est largement montrée du doigt, ce qui suggère que le malaise Head est encore loin d'être digéré. Le premier single est Twisted Transistor. Le clip de cette chanson montre une réelle autodérision de la part de Korn. En effet, les membres du groupe y sont remplacés par leurs amis Xzibit, Lil Jon, David Banner et Snoop Dogg.
C'est la chanson Coming Undone qui est choisie pour promouvoir le second single du groupe, puis Politics en tant que troisième single. Après une tournée européenne marquée par l'annulation de plusieurs shows : Jonathan fut gravement atteint d'une maladie sanguine (son nombre de plaquettes par litre de sang était très insuffisant et risquait de provoquer une hémorragie cérébrale, voir sa lettre de remerciement sur le site officiel www.korn.com), le groupe recommencera à tourner à l'été 2007 aux États-Unis, en tête d'affiche de leur Family Values Tour.

## Liste des chansons
| No  | Titre              | Durée |
| --- | ------------------ | ----- |
| 1.  | Twisted Transistor | 4:12  |
| 2.  | Politics           | 3:17  |
| 3.  | Hypocrites         | 3:50  |
| 4.  | Souvenir           | 3:50  |
| 5.  | 10 or a 2-Way      | 4:41  |
| 6.  | Throw Me Away      | 4:41  |
| 7.  | Love Song          | 4:19  |
| 8.  | Open Up            | 6:15  |
| 9.  | Coming Undone      | 3:20  |
| 10. | Getting Off        | 3:25  |
| 11. | Liar               | 4:14  |
| 12. | For No One         | 3:37  |
| 13. | Seen It All        | 6:19  |
| 14. | Tearjerker         | 5:05  |

## Formation
- Jonathan Davis (chant, cornemuse)
- James « Munky » Shaffer (guitare)
- Reginald "Fieldy" Arvizu (basse, chœurs)
- David Silveria (batterie, percussions)